# I Don't Wanna Face It
“I Don’t Wanna Face It” es una canción compuesta y grabada por el músico británico John Lennon, incluida originalmente en su álbum póstumo Milk and Honey (1984).
Es probablemente, la canción más antigua y a la que Lennon dedicara más tiempo de cuantas se incluyeran en su último trabajo editado. Fue grabada en 1980 durante las sesiones de Double Fantasy, pero ya la había ensayado preliminarmente desde su retiro musical a finales de los años 70.

## Historia
"I Don’t Wanna Face It" fue escrita en 1977; hacia el final de ese año Lennon grabó una serie de demos caseros de la misma, junto con varias otras canciones que estaba trabajando durante su período de 5 años como "amo de casa".
Los demos caseros de Lennon se realizaron básicamente con su guitarra acústica, y a veces incluyeron una caja de ritmos como respaldo de fondo. En estas grabaciones, el músico interpretó a menudo con un acento cómico, lo que sugiere que no consideraba que el mensaje fuera particularmente serio o formal.
Otros demos se registraron durante las vacaciones de Lennon en las Bermudas en junio de 1980, en un momento en que estaba considerando regresar a la vista del público. Se sentía rejuvenecido por el viaje, y la mayoría de sus canciones tenían un aire palpable de positividad.
“I Don’t Wanna Face It”, sin embargo, se remontaba a sus primeros trabajos en solitario. Líneas como  "Say you're looking for some peace and love/Leader of a big old band/You wanna save humanity/But it's people that you just can't stand" ("Diga que usted está buscando un poco de paz y de amor / líder de una antigua banda / ¿Quieres salvar a la humanidad? / Pero es gente a la  que simplemente no soporto") podrían haber salido directamente de John Lennon/Plastic Ono Band (1970) o Imagine (1971), y encontró a Lennon desnudando un lado de su carácter que él había mantenido oculto durante años.
A pesar de su aparente interés por la pieza, su autor consideró entregársela a Ringo Starr por su álbum Can't Fight Lightning, que fue finalmente lanzado en 1981 como Stop and Smell the Roses. Aunque Starr recibió una copia del demo de las Bermudas, a raíz de la muerte de Lennon en 1980 se sintió incapaz de grabar la canción.
En 1981 se informó de que Julian Lennon estaba considerando la grabación de "I Do not Wanna Face It", después de que el asistente de su padre, Fred Seaman le dio una copia de la cinta de las Bermudas. Finalmente, Yoko Ono impidió que esto sucediera, presumiblemente porque ella tenía la intención de lanzar una de las grabaciones de Lennon por sí misma.
"I Don't Wanna Face It" fue grabada en el estudio Hit Factory de Nueva York en agosto de 1980, como una de las primeras canciones intentos durante las sesiones de Double Fantasy. Una versión alternativa fue incluida más tarde en el box set de 1998 John Lennon Anthology, así como en la destacada colección de material inédito Wonsaponatime.
La conclusión alternativa de Lennon en la guitarra se utilizó  más tarde para la transición entre "I'm Losing You" y "I'm Moving On" de Ono (técnicamente unidas), cuando aparecieron en Double Fantasy.

## Personal
- John Lennon: vocales, guitarra eléctrica.
- Earl Slick, Hugh McCracken: guitarra eléctrica
- Tony Levin: bajo
- George Small: teclados
- Andy Newmark: batería
- Arthur Jenkins: percusión